# Jino
Die Jino (Eigenbezeichnungen in IPA: [ʨyno] und [kino]; chinesisch 基诺族, Pinyin Jīnuòzú) sind eine der kleineren der 55 offiziell anerkannten ethnischen Minderheiten der Volksrepublik China. Nach der letzten Volkszählung im Jahr 2010 zählten sie 23.143 Menschen.

## Verbreitungsgebiete der Jino auf Kreisebene (2000)
Für die Verbreitungsgebiete wurden nur Werte über 0,10 % berücksichtigt.
| Stadt, Kreis, Stadtbezirk                                      | übergeordnete Bezirksebene             | übergeordnete Provinzebene | Anzahl der Jino | % aller Jino Chinas |
| -------------------------------------------------------------- | -------------------------------------- | -------------------------- | --------------- | ------------------- |
| Stadt Jinghong (景洪市)                                        | Autonomer Bezirk Xishuangbanna der Dai | Provinz Yunnan             | 19.250          | 92,11 %             |
| Kreis Mengla (勐腊县)                                          | Autonomer Bezirk Xishuangbanna der Dai | Provinz Yunnan             | 897             | 4,29 %              |
| Stadtbezirk Guandu (官渡区)                                    | Stadt Kunming                          | Provinz Yunnan             | 119             | 0,57 %              |
| Stadtbezirk Simao (思茅区)                                     | Stadt Pu’er                            | Provinz Yunnan             | 82              | 0,39 %              |
| Kreis Menghai (勐海县)                                         | Autonomer Bezirk Xishuangbanna der Dai | Provinz Yunnan             | 52              | 0,25 %              |
| Stadtbezirk Wuhua (五华区)                                     | Stadt Kunming                          | Provinz Yunnan             | 47              | 0,23 %              |
| Stadtbezirk Xishan (西山区)                                    | Stadt Kunming                          | Provinz Yunnan             | 47              | 0,23 %              |
| Autonomer Kreis Ning’er der Hani und Yi (宁洱哈尼族彝族自治县) | Stadt Pu’er                            | Provinz Yunnan             | 26              | 0,12 %              |
| Kreis Zhenkang (镇康县)                                        | Stadt Lincang                          | Provinz Yunnan             | 23              | 0,11 %              |
| Rest Chinas                                                    |                                        |                            | 356             | 1,7 %               |